# Bosc Comunal de la Bastida
El Bosc Comunal de la Bastida és un bosc públic de titularitat comunal del terme de la Bastida, a la comarca dels Aspres, o del Rosselló (Catalunya del Nord).
El bosc, de 2,98 km² d'extensió, ocupa quasi tot el quart sud-occidental del terme comunal, al sud-oest del poble cap de la comuna.
El bosc està sotmès a una explotació gestionada per la comuna de la Bastida, que n'és propìetària. Té el codi identificador de l'ONF F16317O.